# Tatsuta (1918)
Tatsuta (jap. 龍田) – krążownik lekki japońskiej Cesarskiej Marynarki Wojennej z okresu międzywojennego i drugiej wojny światowej, drugi i ostatni okręt typu Tenryū – pierwszego typu krążowników lekkich marynarki japońskiej. Wodowany w 1918 roku, wszedł do służby w kolejnym roku. W latach 30. służył bojowo podczas wojny chińsko-japońskiej. Brał aktywny udział w początkowym okresie działań II wojny światowej na Pacyfiku w latach 1941–1942, głównie w bitwie o Wake i działaniach w rejonie Wysp Salomona i Nowej Gwinei. Od 1943 roku przesunięty do zadań ćwiczebnych oraz transportowych; został zatopiony 13 marca 1944 roku na południe od Wysp Japońskich przez amerykański okręt podwodny USS „Sand Lance”.
„Tatsuta” był stosunkowo małym krążownikiem, którego uzbrojenie główne stanowiły cztery działa kalibru 140 mm i sześć wyrzutni torpedowych. Jego wyporność standardowa wynosiła 3230 ts, a pełna 4621 ton. Napędzały go turbiny parowe, pozwalające na osiąganie prędkości do 33 węzłów.

## Budowa
„Tatsuta” był drugim i ostatnim okrętem typu Tenryū („3500-tonowego”). Były to małe krążowniki, zaprojektowane w Japonii podczas I wojny światowej dla pełnienia funkcji liderów – przewodników flotylli niszczycieli, służących jako ich okręty flagowe oraz do wsparcia ogniowego. Stanowiły zarazem pierwsze japońskie nowoczesne krążowniki lekkie, z opancerzeniem burtowym.
Okręt został zamówiony w ramach nowego programu budowy okrętów z 1916 roku, pod prowizorycznym oznaczeniem: „mały krążownik” (shō-gata jun’yōkan) nr 2. Już 13 maja 1916 roku otrzymał imię „Tatsuta” (dosłownie „Smocze Pole”) – od rzeki w prefekturze Nara, zgodnie z nowymi zasadami nazewnictwa krążowników lekkich od rzek. Stępkę pod budowę położono 24 lipca 1917 roku w stoczni Arsenału Marynarki w Sasebo (Sasebo Kaigun Koshō). Kadłub wodowano 29 maja 1918 roku, a okręt oddano do służby, jako pierwszy z serii, 31 marca 1919 roku. Klasyfikowany był oficjalnie jako krążownik II klasy (nitō jun’yōkan), a nieoficjalnie także określano go w Japonii jako krążownik lekki (kei-jun’yōkan), zgodnie z nową nomenklaturą światową. Koszt budowy pojedynczej jednostki tego typu wynosił ok. 4 550 000 jenów. Nazwę „Tatsuta” wcześniej nosiła kanonierka służąca do 1916 roku.

## Opis

### Skrócony opis typu i odmienności konstrukcji

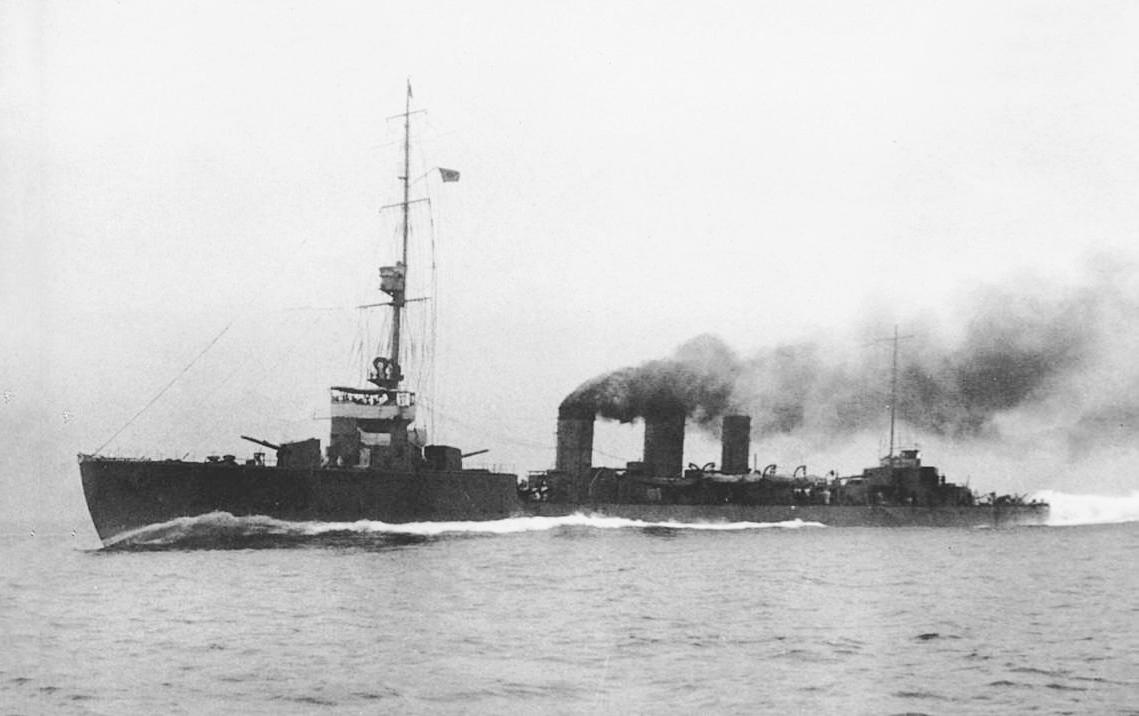
„Tatsuta” w marszu z dużą prędkością, 1919 rok

Kadłub okrętów typu Tenryū przypominał powiększone niszczyciele, o dużym stosunku długości do szerokości. Długość całkowita wynosiła 142,65 m, a szerokość maksymalna 12,34 m. Zanurzenie przy wyporności projektowej wynosiło 3,96 m, natomiast przy wyporności pełnej wzrastało do 4,91 m. Projektowa wyporność normalna okrętów wynosiła 3495 ts (długich ton), a standardowa: 3230 ts. Według pomiarów, w 1919 roku wyporność normalna „Tatsuta” wynosiła (w zaokrągleniu) 3605 ton metrycznych, w stanie lekkim: 3057 t, w stanie próbnym „2/3”: 4168 t, a wyporność pełna: 4621 t.
Opancerzenie kadłuba okrętów tego typu miało w założeniu chronić przed pociskami kalibru 102 mm ówczesnych amerykańskich niszczycieli. Burtowy pas pancerny z wysokowytrzymałej stali konstrukcyjnej HT chronił jedynie kotłownie i maszynownie na śródokręciu i miał grubość 51 mm w górnej części i 63,5 mm w dolnej; sięgał od górnego pokładu do 76 cm poniżej linii wodnej. Górny pokład był opancerzony płytami grubości od 22 mm do 25,4 mm. Ponadto, opancerzone płytami 51 mm było cylindryczne stanowisko dowodzenia w nadbudówce dziobowej. Według części źródeł, pancerz grubości 16–20 mm miały także maski dział.
Napęd krążowników typu Tenryū stanowiły trzy zespoły turbin parowych o łącznej mocy projektowej 51 000 KM. Zewnętrzne turbiny były wyprodukowane przez stocznię budującą okręt (Arsenał w Sasebo), lecz środkowa przez stocznię Kawasaki w Kobe. Parę dostarczało 10 wodnorurkowych kotłów parowych Kanpon Ro Gō. Turbiny napędzały za pomocą przekładni trzy śruby o średnicy 3048 mm. Maksymalna moc siłowni „Tatsuty” wyniosła na próbach 58 690 KM. Siłownia pozwalała według projektu na rozwinięcie prędkości 33 węzłów, lecz maksymalnie na próbach w 1919 roku „Tatsuta” rozwinął 32,76 węzła (przy zredukowanej wyporności 3435 ts)
Jedyną większą modernizacją dotyczącą wyglądu jednostki była zamiana masztu palowego na trójnożny dokonana w kwietniu – maju 1933 roku. Przyrządy kierowania ogniem i wykrywania celów krążowników typu Tenryu obejmowały początkowo dalocelownik Typ 13 na stanowisku na maszcie, dwa dalmierze o bazie 2,5 metra i dwa reflektory o średnicy 90 cm. Na przełomie sierpnia i września 1943 roku na „Tatsuta” prawdopodobnie zainstalowano radary 21-gō oraz 22-gō, lecz nie jest to pewne. Według innych informacji, prawdopodobnie zainstalowano w lutym 1944 roku radary 22-gō i 13-gō. Radar 21-gō (nr 21) był radarem dozoru powietrznego z anteną materacową pracującym na falach 1,5 m, nowszy radar 13-gō – na falach 2 m, a radar 22-gō (nr 22) był radarem wykrywania nawodnego z anteną rogową pracującym na falach 10 cm. W lutym 1944 roku na krążowniku zainstalowano hydrofony do wykrywania okrętów podwodnych.

### Uzbrojenie i jego modyfikacje

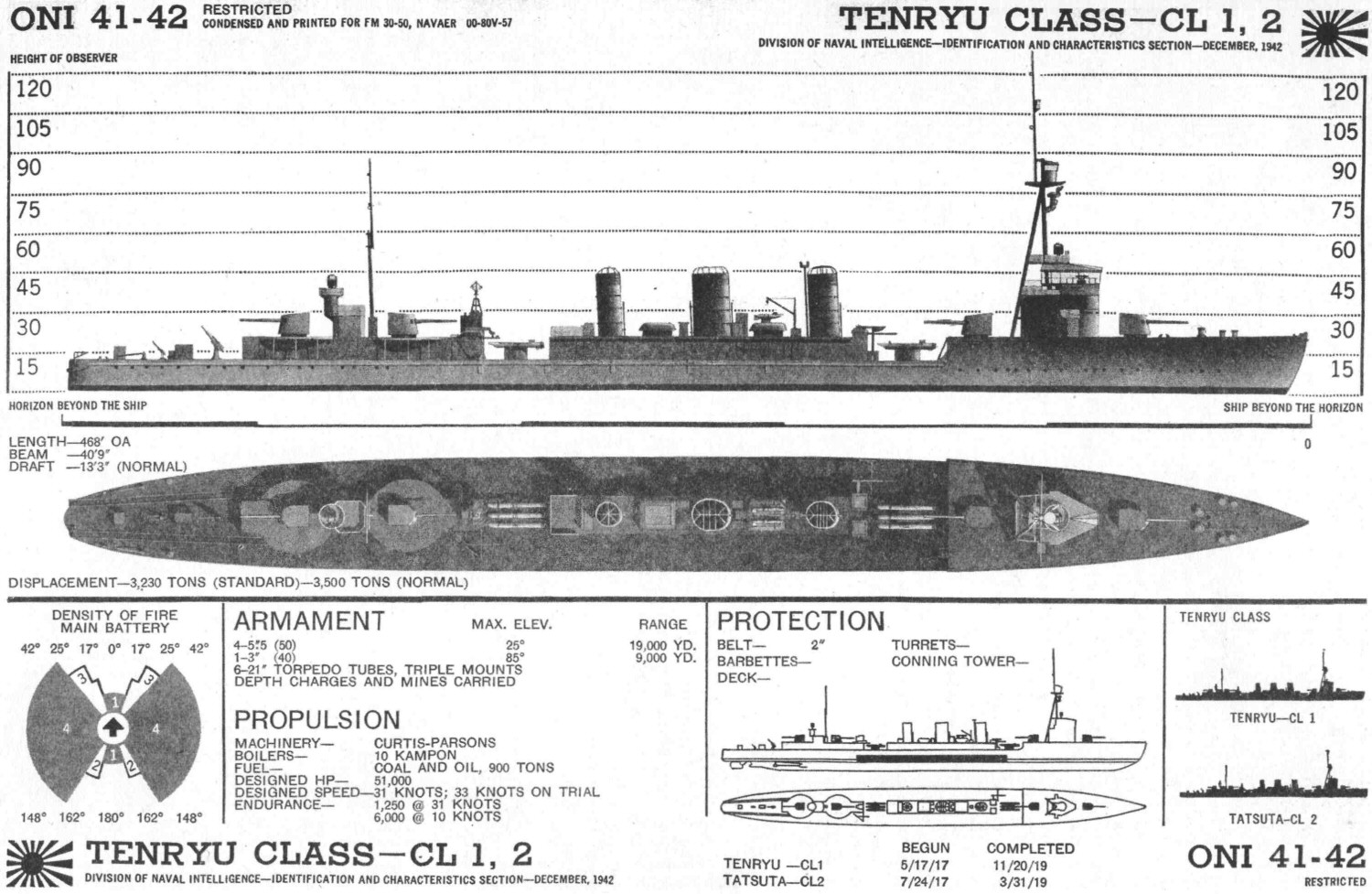
Rysunek krążowników typu Tenryū według danych amerykańskiego wywiadu (poniżej schemat kątów ostrzału artylerii głównej i opancerzenia)

Uzbrojenie główne okrętów typu Tenryū stanowiły cztery działa kalibru 140 mm (nominalnie 14 cm) Typ 3, o długości lufy 50 kalibrów (L/50), umieszczone na pokładzie na pojedynczych podstawach osłoniętych maskami, strzelające pociskami o masie 38 kg na maksymalną odległość 15 800 m. Wszystkie działa artylerii głównej umieszczone były w osi podłużnej okrętu; tylko po jednym dziale mogło strzelać na wprost do przodu i do tyłu, a salwę burtową stanowiły wszystkie cztery działa. Uzbrojenie przeciwlotnicze początkowo stanowiło jedno działo kalibru 76,2 mm (8 cm) Typ 3 na pokładzie rufowym, o długości lufy L/40, oraz dwa karabiny maszynowe kalibru 6,5 mm Typ 3.
W toku służby wzmacniano uzbrojenie przeciwlotnicze z uwagi na rosnące zagrożenie ze strony lotnictwa. W lipcu 1937 roku dodano dwa przeciwlotnicze wkm-y kalibru 13,2 mm Typ 93 po bokach pierwszego komina. Na przełomie 1940 i 1941 roku natomiast w miejsce wkm-ów ustawiono cztery działka przeciwlotnicze kalibru 25 mm Typ 96 w dwóch podwójnych stanowiskach i zdemontowano działo przeciwlotnicze kalibru 76,2 mm. Pod koniec lutego 1942 roku zamontowano na okrętach tego typu dalsze dwa podwójne stanowiska działek 25 mm, zwiększając ich liczbę do 8. Według niektórych informacji, na przełomie sierpnia i września 1943 roku zamontowano na „Tatsuta” piąte podwójne stanowisko działek, zwiększając ich liczbę do 10.
Oprócz uzbrojenia artyleryjskiego, krążowniki tego typu przenosiły dwie potrójne wyrzutnie torpedowe kalibru 533 mm, z zapasem sześciu torped Typ 6. Mogły też przenosić 48 min na dwóch torach minowych na pokładzie górnym. Przewidziano dla nich pływające miny Nr 1 B, nietypowej konstrukcji, które miały być stawiane na kursie nieprzyjacielskich okrętów – dwie takie miny były połączone 100-metrową liną, którą powinien zaczepić okręt, przyciągając miny do kadłuba. Według niektórych źródeł, we wrześniu 1943 roku „Tatsuta” otrzymał ponadto cztery miotacze bomb głębinowych i dwie zrzutnie takich bomb wraz z 60 bombami głębinowymi.

## Służba

### 1919–1935 – okres międzywojenny

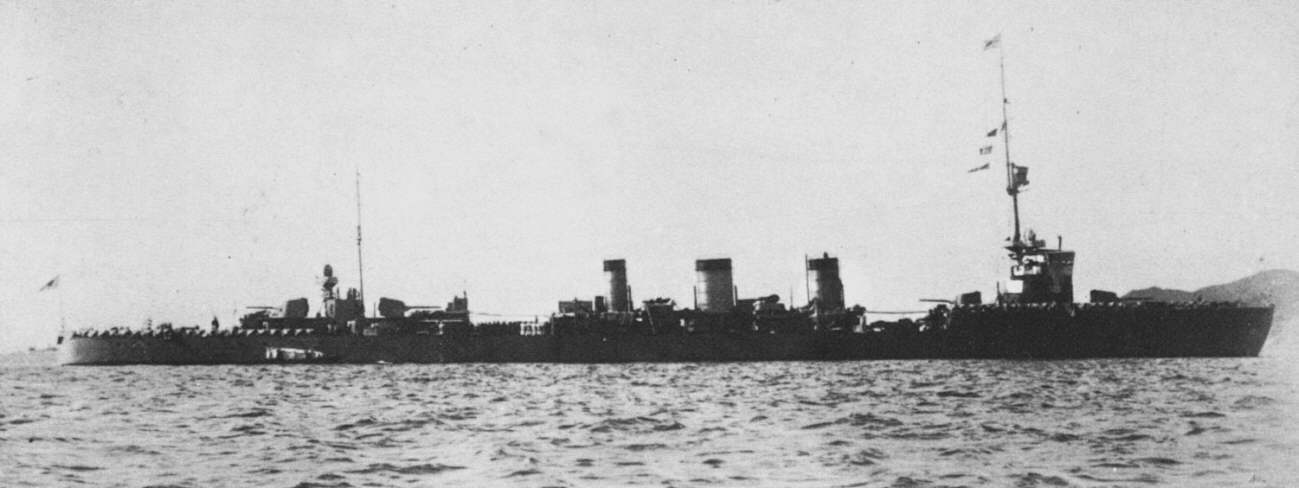
„Tatsuta” w Kure, 1928 rok

Po wejściu do służby 31 marca 1919 roku, okręt został przydzielony do bazy morskiej w Sasebo i został okrętem flagowym 1. Eskadry (Flotylli) Niszczycieli 1. Floty (w miejsce krążownika „Tone”). Od 29 sierpnia do 7 września 1920 roku wraz ze swoją eskadrą oraz 2 Eskadrą i bliźniaczym krążownikiem „Tenryū”, odbył rejs wzdłuż dalekowschodnich wybrzeży Rosji, a w dniach 19–30 sierpnia następnego roku odbył rejs z 1. Eskadrą pod Qingdao. 1 grudnia 1921 roku „Tatsuta” został wycofany na rok do rezerwy w bazie Sasebo (zastąpiony w charakterze lidera 1. Eskadry przez „Tenryū”), a 1 grudnia 1922 roku powrócił do roli lidera 1. Eskadry Niszczycieli. W kwietniu 1923 roku zainstalowano na okręcie radionamiernik, w kabinie ustawionej przed działem nr 3. Od 1 grudnia 1923 roku do 6 czerwca 1925 roku okręt ponownie znajdował się w rezerwie w Sasebo, z kilkudniową przerwą między 2 a 9 września 1924 roku, kiedy wchodził w skład 1. Eskadry Wydzielonej. W tym okresie też, 19 marca 1924 roku, podczas ćwiczeń, „Tatsuta” zderzył się koło Sasebo z okrętem podwodnym Nr 43 typu Kaichū 3, wykonującym ćwiczebny atak torpedowy na pancernik obrony wybrzeża „Mishima”, eskortowany przez „Tatsutę” i pięć niszczycieli. Okręt podwodny zatonął z załogą 45 osób (później został podniesiony i przemianowany na Ro 25). W dniach od 6 czerwca do 31 sierpnia 1925 roku krążownik ponownie wchodził w skład 1. Eskadry Wydzielonej, patrolującej na wodach Chin, u ujścia Jangcy. Po remoncie, 1 grudnia 1926 roku „Tatsuta” po raz trzeci został okrętem flagowym 1. Eskadry Niszczycieli (w miejsce „Yūbari”). Rolę tę pełnił do 1 grudnia kolejnego 1927 roku, kiedy znowu został wycofany do rezerwy w Sasebo i zastąpiony przez „Tenryū”. Od 30 listopada 1929 roku okręt wchodził na dłużej w skład sił bazy Sasebo (z przerwą od 1 grudnia 1930 do 30 listopada 1931 roku, kiedy był w rezerwie). W maju 1932 roku sprowadził do Japonii z Szanghaju szczątki generała Yoshinori Shirakawy, zabitego 29 kwietnia w zamachu bombowym na paradzie po incydencie szanghajskim.
Między 16 kwietnia a 25 maja 1933 roku krążownik przeszedł niewielką modernizację w Sasebo – otrzymał wówczas bardziej stabilny maszt trójnożny w miejsce palowego, a brezentowe ścianki odkrytego pomostu nawigacyjnego zastąpiono stalowymi ściankami z oknami (dach pozostał brezentowy). 11 grudnia tego roku siły bazy Sasebo zostały przeorganizowane w Eskadrę Ochronną Sasebo. W trakcie ćwiczeń okrętów tej bazy koło Nagasaki, w których „Tatsuta” służył jako cel dla pozorowanych ataków torpedowych, w nocy na 12 marca 1934 roku podczas sztormu wywrócił się torpedowiec „Tomozuru”. „Tatsuta” odnalazł w dzień wywrócony stępką do góry torpedowiec i odholował go w takim stanie do Sasebo. 15 listopada 1934 roku „Tatsuta” został liderem nowo sformowanej 5 Eskadry Niszczycieli, wchodzącej w skład 3. Floty, patrolującej na wodach Chin. 15 listopada 1935 roku w roli lidera 5 Eskadry Niszczycieli zastąpił go krążownik „Yūbari”, a „Tatsuta” powrócił do Eskadry Ochronnej Sasebo.

### 1936–1941 – wojna japońsko–chińska

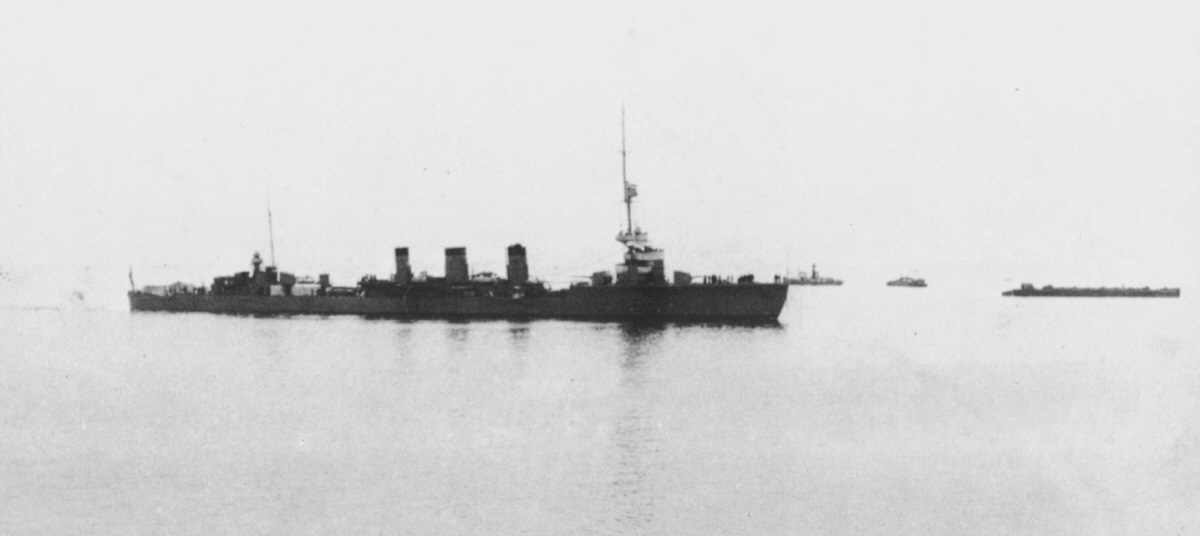
„Tatsuta” na Morzu Wewnętrznym, 1932 rok

W drugiej połowie lat 30. zrezygnowano z wykorzystywania krążowników „Tenryū” i „Tatsuta” jako liderów flotylli, z uwagi na ich wiek i niewystarczającą już prędkość w stosunku do nowych niszczycieli, i odtąd oba okręty na ogół służyły już razem. 20 listopada 1936 roku weszły w skład 10 Eskadry 3. Floty, służącej na wodach Chin (w miejsce krążownika „Kuma”). Przed udaniem się tam, mostki okrętów osłonięto blachami ze stali Dücol, dla ochrony przeciwodłamkowej. Pełniły następnie służbę na wodach północnych Chin, a po agresji japońskiej, od połowy 1937 roku wspierały działania wojsk lądowych w rejonie Szanghaju i uczestniczyły w blokadzie morskiej wybrzeża. W lipcu 1937 roku wzmocniono nieco ich uzbrojenie przeciwlotnicze, montując dwa wielkokalibrowe karabiny maszynowe kalibru 13,2 mm po bokach pierwszego komina. 10 maja 1938 roku „Tatsuta” wspierał ogniem desant piechoty morskiej 5 Floty w Xiamen (wraz z krążownikami „Myōkō”, „Tama”, „Tenryū”, „Nagara”, lotniskowcem „Kaga” i mniejszymi okrętami). 1 lipca 1938 roku 10 Eskadrę przydzielono do 5 Floty i oba okręty wspierały desanty w rejonie Kantonu, w południowych Chinach. Oba bliźniacze krążowniki operowały na wodach chińskich do 14 grudnia 1938 roku, kiedy wróciły do Japonii, po czym zostały skierowane do rezerwy trzeciego stopnia („Tatsuta” – w Sasebo).
W latach 1935–1936 planowano przebudowę obu okrętów na krążowniki przeciwlotnicze, uzbrojone w osiem dział uniwersalnych kalibru 127 mm w podwójnych stanowiskach i 12 działek 25 mm, lecz nie podjęto tego z uwagi na przeciążenie stoczni. Ponownie rozważano ich przebudowę w latach 1937-1938, z zastosowaniem nowych dział kalibru 8 cm L/60, ale również ostatecznie zrezygnowano z tego zamiaru. 1 grudnia 1939 roku oba krążowniki przeniesiono do bazy Maizuru; przy tym „Tatsuta” nadal pozostawał w rezerwie.
15 listopada 1940 roku, w ramach przygotowań do wojny, „Tenryū” i „Tatsuta” utworzyły 18 Eskadrę Krążowników (Sentai 18) 4. Floty (Zespołu Wewnętrznych Mórz Południowych). Poddano je przy tym niewielkiej modernizacji połączonej z remontem, trwającym do maja 1941 roku. W miejsce armaty przeciwlotniczej 76,2 mm i dwóch karabinów maszynowych ustawiono cztery działka przeciwlotnicze 25 mm, kotły opalane węglem lub ropą zamieniono na opalane tylko ropą, zamontowano też stalowy dach nad mostkiem w miejsce brezentowego. W maju 1941 roku okręty 18 Eskadry wyruszyły w kierunku mórz południowych, lecz „Tatsuta” następnie powrócił do Maizuru na dokowanie w dniach 6–20 sierpnia 1941 roku i dołączył do sił 4. Floty w bazie Truk na Karolinach dopiero 12 września. Tuż przed wybuchem wojny na Pacyfiku, 5 grudnia oba krążowniki przepłynęły na pozycje wyjściowe, do atolu Kwajalein.

### 1941–1942 – początkowe działania wojny na Pacyfiku
Po przystąpieniu Japonii do drugiej wojny światowej, „Tatsuta” wraz z krążownikami „Tenryū” i „Yūbari” oraz sześcioma niszczycielami, wziął najpierw udział w operacji opanowania atolu Wake. Po nieudanej walce 11 grudnia 1941 roku z amerykańskimi bateriami nadbrzeżnymi kalibru 127 mm, okręty japońskie musiały jednak odstąpić i powrócić do Kwajalein, tracąc dwa niszczyciele („Hayate” i „Kisaragi”). „Tatsuta” odniósł nieznaczne uszkodzenia od ognia karabinów maszynowych startującego z wyspy myśliwca F4F-3 Wildcat dywizjonu Marines VMF-211 (uszkodzeniu uległa kabina radiostacji). Okręty te wzięły następnie udział w powtórnej, udanej akcji wysadzenia desantu na Wake 23 grudnia, tym razem osłaniając tylko lądowanie od strony morza na wschód od atolu.
3 stycznia 1942 roku oba krążowniki 18 Eskadry powróciły do bazy Truk, skąd operowały przez dalsze dwa miesiące. 23 stycznia z trzema niszczycielami i transportowcami uczestniczyły w zajęciu portu Kavieng na Nowej Irlandii (operacja R), a następnie 3 lutego wypłynęły stamtąd w celu wsparcia desantu w Surumi (Gasmata) na południu Nowej Brytanii 9 lutego. Do Truk krążowniki powróciły 18 lutego. W dniach 20–23 lutego „Tenryū” i „Tatsuta”  bezskutecznie poszukiwały zespołu amerykańskiego lotniskowca USS „Lexington”, który próbował dokonać ataku na Rabaul, lecz zawrócił po ataku japońskiego lotnictwa bazowego. Między 23 a 27 lutego 1942 roku wzmocniono w bazie Truk lekkie uzbrojenie przeciwlotnicze okrętów, instalując dalsze cztery działka 25 mm, w dwóch podwójnych stanowiskach (łącznie ich liczba wzrosła do 8).
Po przejściu 5 marca do bazy Rabaul na Nowej Brytanii, „Tatsuta” z „Tenryū” i innymi okrętami osłaniały 8 marca desant w Lae i Salamaua na Nowej Gwinei, po czym 9 marca okręty te założyły bazę japońską w Queen Carola Harbor na wyspie Buka. 14 marca wyruszyły z Rabaulu w celu osłony lądowania na Wyspie Bougainville′a. 30 marca osłaniały desant na wyspie Shortland (Wyspy Salomona), 31 marca w Kieta na północy Wyspy Bougainville’a, a 7 i 8 kwietnia na wyspie Manus (Wyspy Admiralicji). 10 kwietnia oba krążowniki 18 Eskadry powróciły na dłużej do Truk.

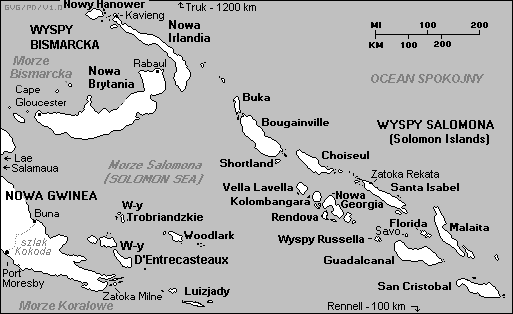
Obszar działań w rejonie Wysp Salomona

Oba krążowniki typu Tenryū wzięły udział w nieudanej operacji MO (opanowania Port Moresby), osłaniając zespół, który założył bazy wodnosamolotów w zatoce Rekata na wyspie Santa Isabel (Wyspy Salomona) 2 maja 1942 roku, po czym 5–6 maja udały się z transportowcem wodnosamolotów „Kamikawa Maru” pod Deboyne na Luizjadach. Na skutek bitwy na Morzu Koralowym, Japończycy odwołali jednak operację zajęcia Port Moresby. „Tatsuta” został po tym skierowany do zespołu, który miał zająć Nauru (operacja RY), lecz ten zespół inwazyjny również został odwołany 15 maja.
24 maja „Tatsuta” popłynął z Truk do Maizuru w Japonii na remont i dokowanie. 23 czerwca krążownik ponownie dotarł do Truk. Na początku lipca oba krążowniki eskortowały z Truk na Guadalcanal konwój z batalionem inżynieryjnym w celu wybudowania lotniska, który wylądował tam 6 lipca 1942 roku. Po reorganizacji 14 lipca, 18 Eskadra Krążowników „Tenryū” i „Tatsuta” została przydzielona do nowo sformowanej 8 Floty wiceadmirała Mikawy z bazą w Rabaulu, a jej dowódcą stał się kadm. Mitsuharu Matsuyama. 21 lipca oba krążowniki osłaniały transport wojska i zaopatrzenia do Buna na północy Nowej Gwinei (operacja RI), po czym wróciły 24 lipca do Rabaulu (w drodze powrotnej lotnictwo zatopiło transportowiec „Ayatosan Maru”). 5 sierpnia „Tatsuta” wypłynął z następnym konwojem do Buna, który został zawrócony 7 sierpnia, lecz do skutku doszły kolejne dwa konwoje z wojskiem do Buna, które eskortował „Tatsuta” z niszczycielami „Yūzuki” i „Yūnagi” 10-13 i 14-17 sierpnia.
Oba krążowniki 18 Eskadry i niszczyciele „Hamakaze”, „Tanikaze”, „Urakaze”, „Oite” i „Yūzuki” osłaniały transportowce „Kinai Maru” i „Nankai Maru” wysadzające w nocy 24/25 sierpnia desant 1202 żołnierzy oddziału piechoty morskiej Kure Nr 5 koło Rabi w zatoce Milne na Nowej Gwinei w celu próby zdobycia lotniska w Gili Gili (operacja RE). Następnego dnia zespół atakowany był przez lotnictwo, które uszkodziło „Urakaze” i „Nankai Maru”. W nocy 29/30 sierpnia „Tenryū”, „Tatsuta” i niszczyciele „Murakumo”, „Arashi” i „Yayoi” dostarczyły tam z Rabaulu posiłki 775 ludzi z oddziału Kure Nr 3, po czym po porażce operacji, w ciągu dwóch nocy 5 i 6 września ewakuowały stamtąd pozostałych 1318 żołnierzy. Przy tym, w nocy 6 września „Tatsuta” i „Arashi” ostrzelały przystań Gili Gili i zatopiły tam brytyjski statek „Anshun” (3188 BRT).
„Tatsuta” brał następnie udział w dostarczaniu posiłków dla japońskiego garnizonu na Guadalcanalu (tak zwane przez Amerykanów rejsy Tokyo Express). W nocy 8/9 października wraz z pięcioma niszczycielami przetransportował na Guadalcanal z Rabaulu żołnierzy wraz z dowódcą 17. Armii generałem Harukichi Hyakutake, po czym w październiku uczestniczył jeszcze w dwóch rejsach transportowych.

### 1943–1944 – zadania drugoplanowe i transportowe

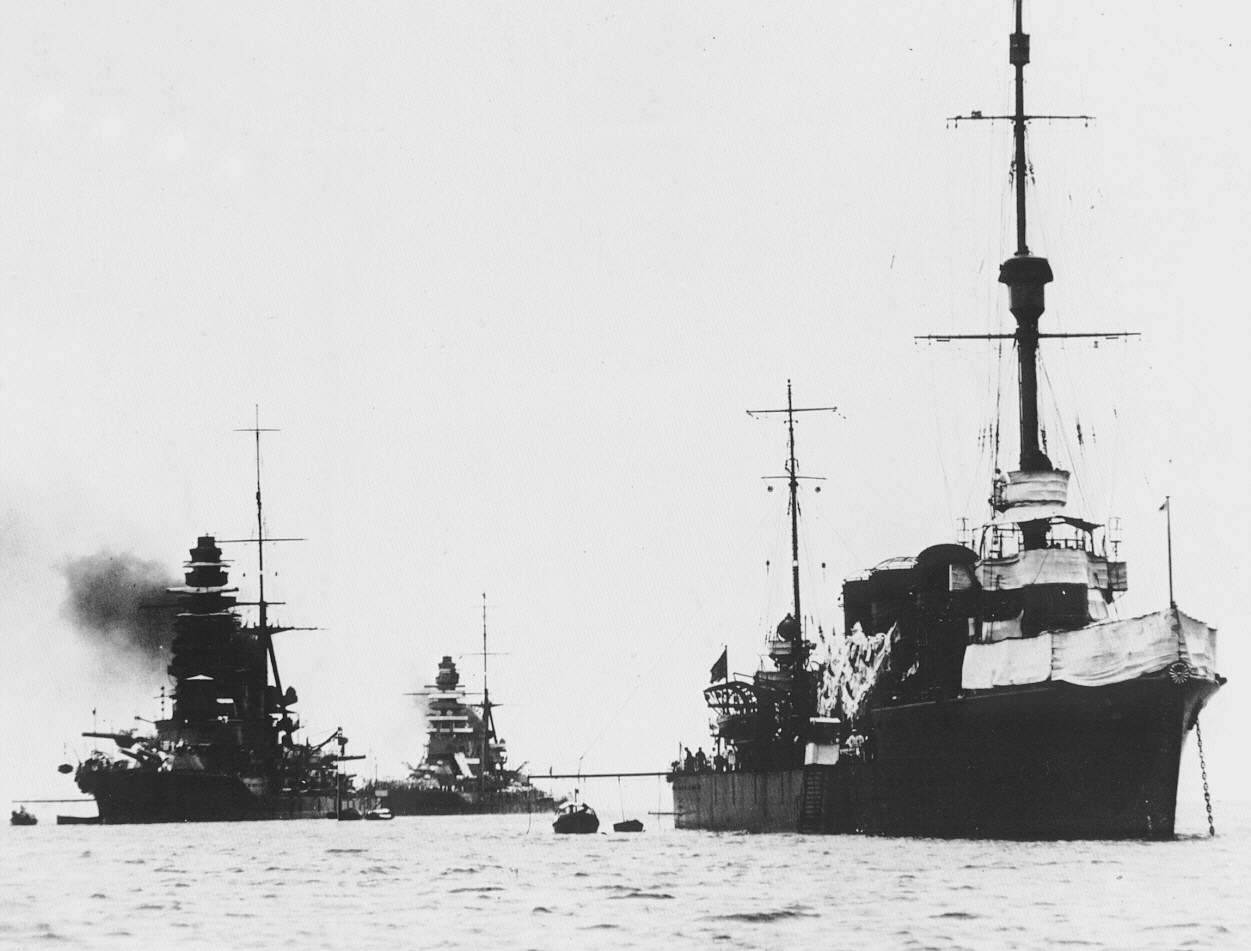
„Tatsuta” razem z pancernikami „Nagato” oraz „Mutsu” w 1927 roku (mostek w starej postaci pokryty brezentem)

1 listopada 1942 roku „Tatsuta” stał się formalnie okrętem flagowym dowódcy 18 Eskadry, kadm. Mitsuharu Matsuyamy. Jednakże, 2 listopada okręt został odesłany z Rabaulu do Truk celem naprawy steru, trwającej od 5 listopada aż do 12 stycznia 1943 roku, a w międzyczasie 10 grudnia rozformowano 18 Eskadrę i oba krążowniki podporządkowano bezpośrednio 8 Flocie. W tym czasie, 18 grudnia został zatopiony bliźniaczy krążownik „Tenryū”. Od 19 stycznia do 28 marca 1943 roku „Tatsuta” został skierowany na dalszy remont z dokowaniem w Maizuru w Japonii. Następnie, od 1 kwietnia bazował w Kure w Japonii, jako okręt flagowy nowo sformowanej 11 Eskadry Niszczycieli 1. Floty – była to eskadra ćwiczebna, w skład której wchodziły nowo zbudowane niszczyciele, trenująca na japońskim Morzu Wewnętrznym. 8 czerwca 1943 roku szalupy z „Tatsuty” uratowały 39 rozbitków z pancernika „Mutsu”, który zatonął na skutek wybuchu w bazie Kure.
Podczas remontu w Kure od 12 sierpnia do 9 września 1943 roku na okręcie wzmocniono uzbrojenie przeciwlotnicze do 10 działek 25 mm (pięć podwójnych) i być może zainstalowano radary. W związku z pogorszeniem się sytuacji militarnej na wyspach Pacyfiku, między 15 a 20 października 1943 roku „Tatsuta” został wysłany w ramach konwoju Tei Nr 3 do Truk, z pancernikami „Yamashiro” i „Ise” i trzema niszczycielami transportującymi wojsko, samemu również przewożąc 105 ludzi i sprzęt. Stamtąd dalej „Tatsuta” z niszczycielami w dniach od 22 do 27 października dwukrotnie transportował żołnierzy do Ponape, docierając tam 23 i 26 października. Krążownik następnie 31 października wyruszył z dużym zespołem okrętów w drogę powrotną do Japonii, docierając do Kure 8 listopada (po drodze zespół był atakowany 5 listopada przez okręt podwodny USS „Halibut” (SS-232), który uszkodził lotniskowiec „Jun'yō”). Po powrocie, nadal brał udział w szkoleniu 11. Flotylli Niszczycieli, której dowódcą od 15 grudnia został kadm. Tamotsu Takama. 25 lutego, po rozformowaniu 1. Floty, 11 Flotylla Niszczycieli została podporządkowana Flocie Połączonej.
W lutym 1944 roku zdecydowano skierować krążownik do kolejnej misji transportowej, po dokowaniu w stoczni Harima w Aioi (10 a 20 lutego) i remoncie w Kure, trwającym do 4 marca. Zainstalowano wówczas hydrofony i według niektórych informacji, radar (o ile nie otrzymał go wcześniej). 12 marca „Tatsuta” wyszedł w morze z Kisarazu w Japonii jako okręt flagowy eskorty konwoju Tō Matsu Nr 2 z wojskiem na Saipan, z niszczycielami „Asakaze”, „Nowaki”, „Yunagi” i „Uzuki”, mniejszymi jednostkami i transportowcami. W nocy na 13 marca ok. 3:14, w odległości 40 mil na południe od wyspy Hachijō-jima, „Tatsuta” został storpedowany przez amerykański okręt podwodny USS „Sand Lance” (SS-381). Trafiony został jedną lub dwoma torpedami w prawą burtę na wysokości maszynowni. Mimo wysiłków załogi, po godzinie 15:36 krążownik zatonął w rejonie pozycji 32°52′N 139°12′E/32,866667 139,200000. Zginęło na nim 26 członków załogi, 10 zostało rannych. Niszczyciele „Nowaki” i „Uzuki” uratowały pozostałych rozbitków, w tym dowódcę okrętu kmdra Takemi Shimazui (zabranego siłą z okrętu) i dowódcę 11. Flotylli kadm. Takamę. W tym samym ataku zatopiony też został transportowiec „Kokuyō Maru” (4667 BRT). 18-godzinne poszukiwanie przez eskortę okrętu podwodnego, który zszedł na głębokość 170 m, było bezskuteczne, mimo zrzucenia 105 bomb głębinowych. 10 maja 1944 roku formalnie skreślono okręt z listy floty.

### Dowódcy
Źródło:
|     | stopień, imię, nazwisko   | data objęcia        |
| 1.  | kmdr por. Otohiko Kagara  | 31 marca 1919       |
| 2.  | kmdr Ryōkichi Odera       | 2 października 1920 |
| 3.  | kmdr Tatsuzō Kawamura     | 20 listopada 1921   |
| 4.  | kmdr Takejirō Takahashi   | 10 czerwca 1922     |
| 5.  | kmdr Meijirō Tachi        | 20 listopada 1922   |
| 6.  | kmdr Tadashi Takeuchi     | 10 maja 1923        |
| 7.  | kmdr Hisao Ichimura       | 1 grudnia 1923      |
| 8.  | kmdr Shigeaki Yoshida     | 6 marca 1924        |
| 9.  | kmdr Sunao Matsuzaki      | 25 marca 1924       |
| 10. | kmdr Shiba Shibayama      | 10 listopada 1924   |
| 11. | kmdr Yoshiyuki Niiyama    | 1 grudnia 1925      |
| 12. | kmdr Heiji Takagi         | 20 maja 1926        |
| 13. | kmdr Kanekoto Iwamura     | 1 listopada 1926    |
| 14. | kmdr Matsushi Yamamoto    | 1 grudnia 1927      |
| 15. | kmdr Torao Kawana         | 1 maja 1929         |
| 16. | kmdr Kunji Tange          | 30 listopada 1929   |
| 17. | kmdr Masao Sakuma         | 20 listopada 1930   |
| 18. | kmdr Masukichi Matsuki    | 1 grudnia 1931      |
| 19. | kmdr Aritaka Aihara       | 1 grudnia 1932      |
| 20. | kmdr Shirō Oshima         | 15 listopada 1933   |
| 21. | kmdr Chūichi Hara         | 1 listopada 1934    |
| 22. | kmdr Sukeyoshi Yatsushiro | 15 listopada 1935   |
| 23. | kmdr Teizaburo Fukuda     | 1 czerwca 1936      |
| 24. | kmdr Gihachi Takayanagi   | 1 kwietnia 1937     |
| 25. | kmdr Jihei Yamaguchi      | 1 grudnia 1937      |
| 26. | kmdr Yasunoshin Itō       | 20 sierpnia 1938    |
| 27. | kmdr Tadayuki Matsura     | 25 maja 1939        |
| 28. | kmdr Masao Sawa           | 25 września 1940    |
| 29. | kmdr Yoshifumi Baba       | 20 sierpnia 1941    |
| 30. | kmdr Matake Yoshimura     | 20 lipca 1942       |
| 31. | kmdr Morie Funaki         | 1 stycznia 1943     |
| 32. | kmdr Nobuki Ogawa         | 5 kwietnia 1943     |
| 33. | kmdr Takemi Shimazui      | 22 grudnia 1943     |